# 風待茶房
『風待茶房』（かぜまちさぼう）は、1976年7月1日に発売された日本のフォークデュオ、ふきのとうの3rdアルバム。

## 概要
このアルバム発売から4年も遅れて、アレンジ違いでシングルカットされた「やさしさとして想い出として」が収録されている。

## 収録曲
| #         | タイトル                       | 作詞      | 作曲      | 編曲       | 時間  |
| --------- | ------------------------------ | --------- | --------- | ---------- | ----- |
| 1.        | 「やさしさとして想い出として」 | 山木康世  | 山木康世  | 瀬尾一三   | 4:28  |
| 2.        | 「街はひたすら」               | 山木康世  | 山木康世  | 瀬尾一三   | 3:10  |
| 3.        | 「作品A」                      | 細坪基佳  | 細坪基佳  | 瀬尾一三   | 4:14  |
| 4.        | 「君は人形」                   | 細坪基佳  | 細坪基佳  | 瀬尾一三   | 4:11  |
| 5.        | 「夢の生活」                   | 山木康世  | 山木康世  | ふきのとう | 2:35  |
| 6.        | 「みぞれの朝」                 | 山木康世  | 山木康世  | 瀬尾一三   | 3:19  |
| 合計時間: | 合計時間:                      | 合計時間: | 合計時間: | 合計時間:  | 21:57 |

| #         | タイトル                  | 作詞      | 作曲      | 編曲                 | 時間  |
| --------- | ------------------------- | --------- | --------- | -------------------- | ----- |
| 1.        | 「遥かなる海の星達」      | 山木康世  | 山木康世  | ふきのとう           | 1:30  |
| 2.        | 「君によせて」            | 細坪基佳  | 細坪基佳  | 瀬尾一三・ふきのとう | 3:00  |
| 3.        | 「小春日和」              | 山木康世  | 山木康世  | ふきのとう           | 2:36  |
| 4.        | 「風の船(海よりも深く…)」 | 山木康世  | 山木康世  | 瀬尾一三             | 3:48  |
| 5.        | 「運命河」                | 山木康世  | 山木康世  | 瀬尾一三・ふきのとう | 4:22  |
| 6.        | 「朝もやの中」            | 細坪基佳  | 細坪基佳  | 瀬尾一三             | 4:37  |
| 合計時間: | 合計時間:                 | 合計時間: | 合計時間: | 合計時間:            | 19:53 |

## 曲解説

### A面
1. やさしさとして想い出として
  - 1980年に若草恵のアレンジでシングルカット[2]。
  - 1997年に発売された『GOLDEN J-POP/THE BEST ふきのとう』[3]や、2000年に発売された『2000 BEST ふきのとう』[4]などのベスト・アルバムには、アルバムバージョンが収録されている。
2. 街はひたすら
  - 先行シングル曲。
  - アルバムバージョンとして収録されている。
3. 作品A
4. 君は人形
  - 「風の船(海よりも深く…)」のB面（カップリング曲）。
5. 夢の生活
  - ボーカルは山木康世が担当している。
6. みぞれの朝
  - ボーカルは山木康世が担当している。

### B面
1. 遥かなる海の星達
  - インストゥルメンタル楽曲。
2. 君によせて
3. 小春日和
4. 風の船(海よりも深く…)
  - 先行シングル曲。
5. 運命河
6. 朝もやの中

## 参加ミュージシャン
ふきのとう
- Vocal, Chorus, Ac. Guitar, Harmonica, Mandolin, Bells：山木康世
- Vocal, Chorus, Ac. Guitar, Percussion：細坪基佳

MUSICAN
- Ac. Guitar, Banjyo, Dobro：吉川忠英
- E.Guitar：水谷公生
- E.Bass：後藤次利・岡沢昭・真鍋信一・平野透
- Drums：市原康・高橋ユキヒロ・平野肇
- Keyboard：栗林稔・佐藤準
- Latin Percussion：穴井忠臣・中島御
- Pedal Steal Guitar：大江俊幸
- Fiddle：くじら
- Accordion：風間文彦
- Background Vocals：JIN & いちぞう
- Background Vocals：八幡パンチョ平下

RECORDING STUFF
- Director：村上実（SAITANI）
- Assistant Director：井上良介（SAITANI）
- Assistant Director：前田仁（CBS/Sony）
- Enginner：前島裕一（CBS/Sony）
- Assistant Engineer：助川健（CBS/Sony）
- Assistant Engineer：森、白石（MOURI）
- Assistant Engineer：藤井、秋野、井手（ONKYO）
- Arranger：瀬尾一三
- Photographer：おおくぼひさこ
- Art Direction Designer：村上実（CBS/Sony）

## 発売履歴
| 発売日        | レーベル               | 規格 | 規格品番  | 備考   |
| ------------- | ---------------------- | ---- | --------- | ------ |
| 1976年7月1日  | CBSソニー              | LP   | 25AH-37   |        |
| 1991年5月15日 | CBSソニー / Silverland | CD   | SRCL-1839 | CD選書 |